# Санта-Марта
Санта-Марта (ісп. Santa Marta) — місто й муніципалітет на півночі Колумбії, на узбережжі Карибського моря поряд із горами Сьєрра-Невада. Столиця департаменту Маґдалена. Місто Санта-Марта є важливим морським портом, історичним, культурним і туристичним центром. Населення станом на 2005 рік становило 415 270 чоловік, площа міста — 2393,35 км², а щільність — 173,5 чол./км².

## Історія
Місто заснував 29 липня 1525 року іспанський конкістадор Родріго де Бастідас. Вважається, що місто отримало назву на честь Святої Марти, пам'ять якої відзначалась у цей день. На думку низки істориків, походження назви міста має інше пояснення — воно пов'язано з містом Санта-Марта-де-Асторгас, де колись бував де Бастідас. Санта-Марта — одне з перших міст, заснованих у Колумбії іспанцями (першим було Санта-Марія де ла Антигва). До прибуття іспанців на місці сучасного міста проживали індіанці культури Тайрона, які створили високорозвинену цивілізацію, від яких походять такі сучасні народи, як араукани, когі та низка інших.
В околицях Санта-Марти, на своєму ранчо 17 грудня 1830 року помер Симон Болівар.

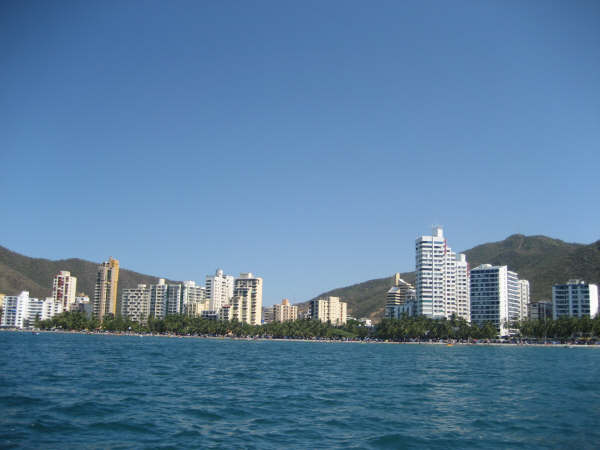
Бухта Родадеро — популярний курорт